# Rhynochetos orarius
A Rhynochetos orarius a madarak (Aves) osztályának az Eurypygiformes rendjébe, ezen belül a kagufélék (Rhynochetidae) családjába tartozó kihalt faj.

## Rendszertani besorolása
Ezt a madarat és élő társát, korábban a darualakúak (Gruiformes) rendjébe sorolták be, de az újabb alaktani- és DNS-vizsgálatok alapján, melyeket 2014-ben Jarvis és társai végeztek el, kitudódott, hogy a Rhynochetos-fajok és közeli rokonuk a guvatgém (Eurypyga helias) külön rendet alkotnak.

## Neve
A fajneve az orarius a latin nyelvből származik, és körülbelül partot jelent. Emiatt a kutatók úgy vélik, hogy a szigeten azért tudott két hasonló madár megélni, mivel egyik pl. a kagu (Rhynochetos jubatus) a magasabb élőhelyeken élt, míg a nagyobb, manapság már kihalt faj a partok mentét és az alföldeket választotta élőhelyül. Bár egyes ornitológus szerint, csak egy fajról van szó, kétféle méretű változatban.

## Előfordulása
A Rhynochetos orarius a Csendes-óceán délnyugati részén levő Új-Kaledónia endemikus madara volt. Maradványait a Grande Terre nyugati partján levő Pindai-barlangokban fedezték fel. A holotípust, mely egy lábszárcsontból áll, és amelynek tároló száma 'NCP 700, a párizsi Természettudományi Múzeumban őrzik.
Valószínűleg az ember megjelenésének következtében halhatott ki ez a madárfaj.

## Megjelenése
Ez a kihalt madár majdnem ugyanúgy nézett ki, mint a mai kagu, azzal a különbséggel, hogy a Rhynochetos orarius 15%-kal nagyobb volt. A különböző csontok arányai nagyjából megegyeznek a két madárnál.

## Fordítás
- Ez a szócikk részben vagy egészben  a   Lowland kagu című angol Wikipédia-szócikk ezen változatának fordításán alapul.  Az eredeti cikk szerkesztőit annak laptörténete sorolja fel. Ez a jelzés csupán a megfogalmazás eredetét és a szerzői jogokat jelzi, nem szolgál a cikkben szereplő információk forrásmegjelöléseként.